# Швидкісні дороги Японії

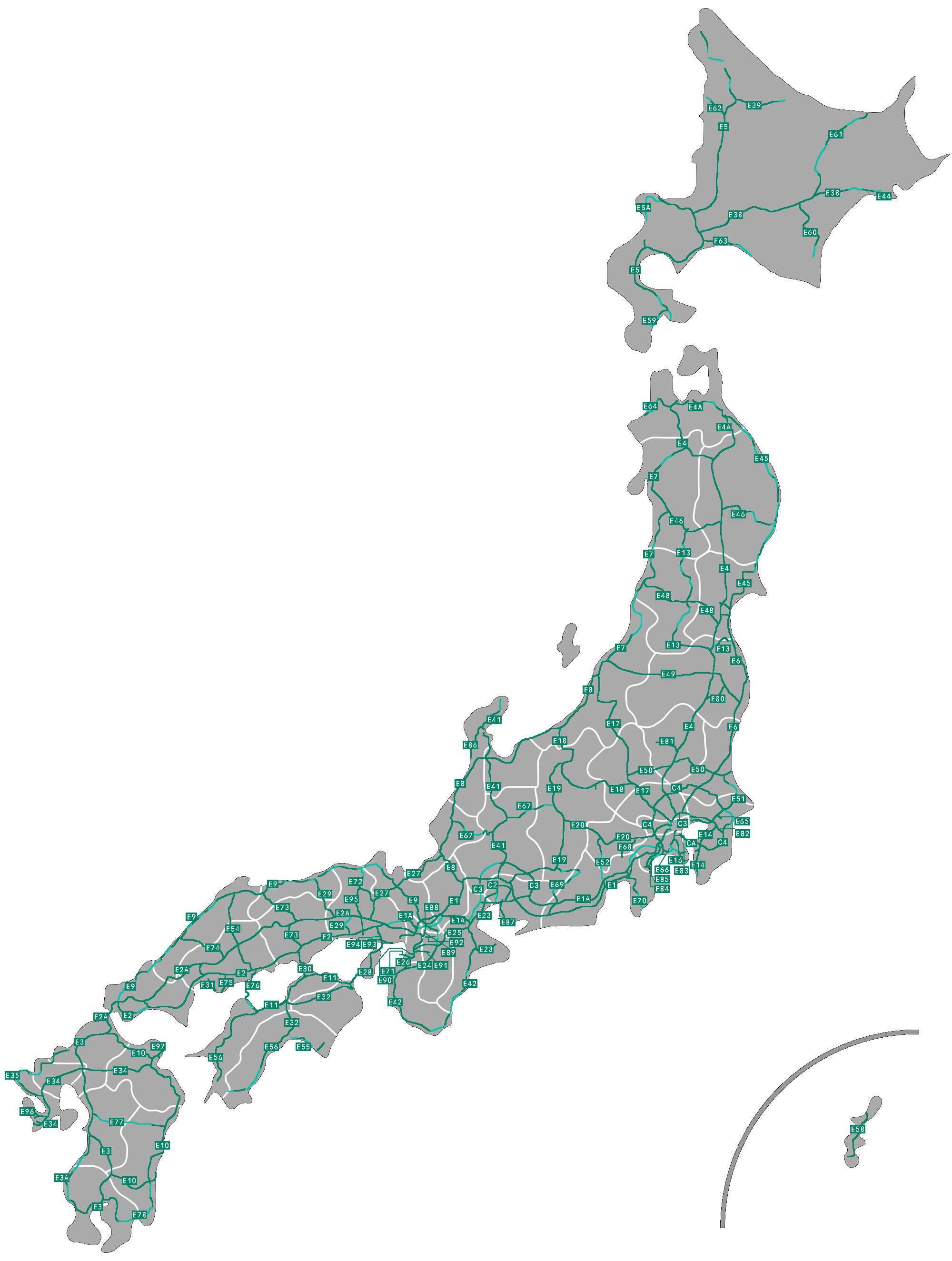
Карта швидкісних доріг Японії

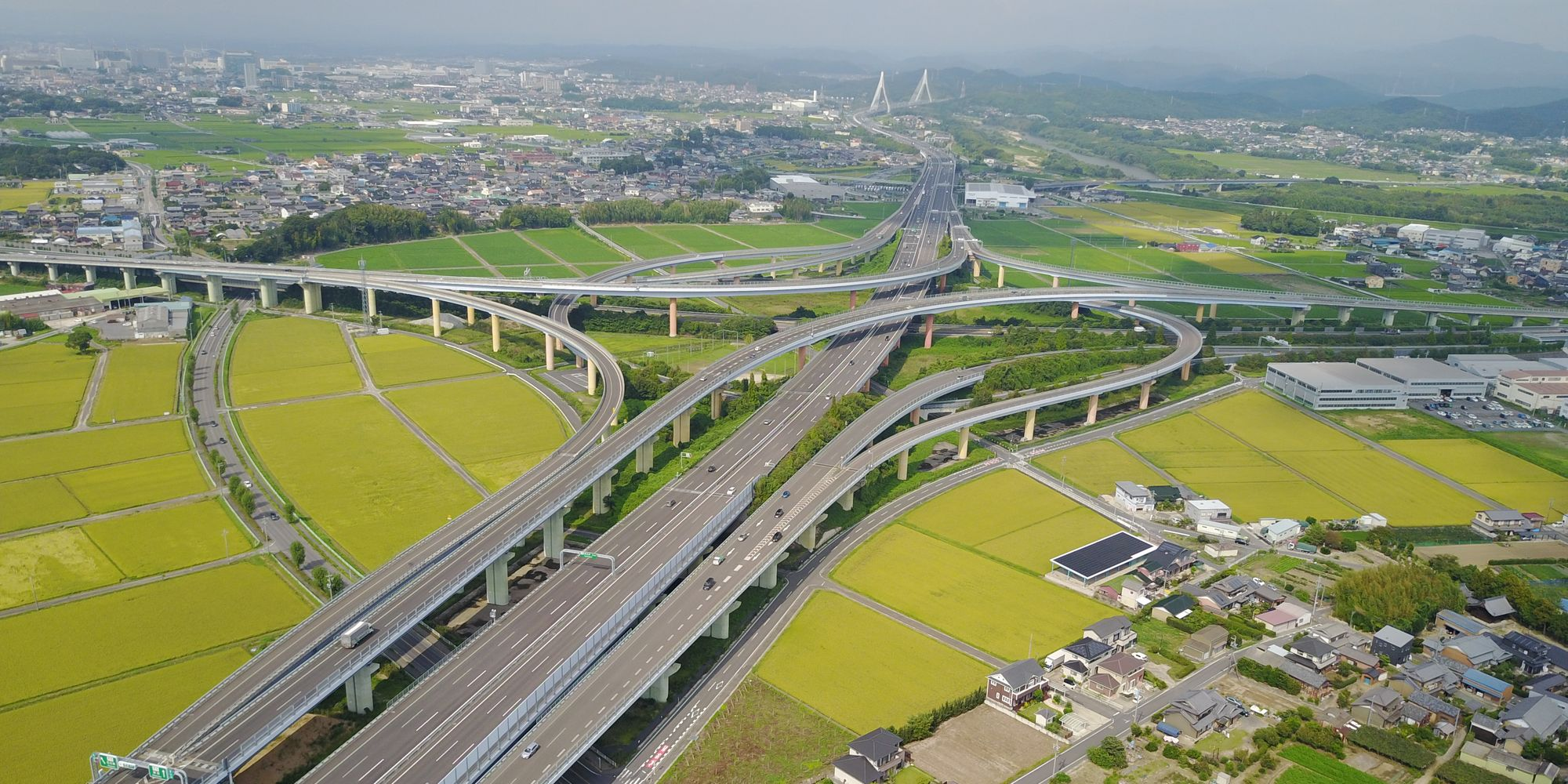
Розв'язка швидкісних доріг E1 та E1A, що з'єднують міста Токіо та Наґоя

Швидкісні дороги (яп. 高速道路, kōsoku-dōro, дослівно "швидкісна дорога", або jidōsha-dō (яп. 自動車道), дослівно «автострада», «автомагістраль», або «шосе») Японії утворюють велику мережу платних автомагістралей.

## Історія
Після Другої світової війни, економічне відродження Японії призвело до масового зростання використання особистих автомобілів. Щоправда, наявна на той момент система доріг була не здатна підтримувати збільшення попиту; Станом на 1956 рік, лиш 23 % доріг національного значення були вимощені, у тому числі лиш дві третини основного шляху Токіо-Осака (Національне шосе 1).
У квітні 1956 року, уряд країни створив Японську дорожню корпорацію (також відомою, як JH), ціллю якої була побудова загальнодержавної мережі швидкісних доріг. У 1957 році корпорація отримала дозвіл на побудову швидкісної дороги Мейшін, що потім об'єднуватиме Наґою та Кобе. Перша частина дороги була відкрита у 1963 році.
Крім національної мережі швидкісних доріг, керованих Японською дорожньою корпорацією, уряд також запровадив додаткові корпорації, відповідальні за побудову швидкісних доріг у міських зонах. У 1959 році було утворено Столичну публічну корпорацію швидкісних доріг, (оперувала у Токіо, побудувала швидкісну дорогу Шюто), а в 1962 — Ханшінську публічну корпорацію швидкісних доріг (оперувала в Осаці, Кобе, Кіото, побудувала швидкісну дорогу Ханшін). У 2004, довжини цих мереж складали 283 кілометри та 234 кілометрів відповідно.
У 1966 році, було формально узгоджено план побудови загальнодержавної мережі швидкісних доріг протяжністю 7 600 кілометрів. За цим планом надавалась перевага побудові шосе, що пролягають вздовж узбереж, а не тим, що перетинають гористу місцевість далі від берегів. У 1987 році план було переглянуто, та заплановану мережу було розширено до протяжності у 14 000 кілометрів. Станом на квітень 2018 року, було побудовано 9 429 кілометрів доріг.
У жовтні 2005 року, Японську дорожню корпорацію, Столичну публічну корпорацію швидкісних доріг, Ханшінську публічну корпорацію швидкісних доріг та Адміністрацію мосту Хоншю-Шікоку (що керував трьома фіксованими сполученнями між Хоншю та Шікоку) було приватизовано внаслідок реформ уряду прем'єр-міністра Коїдзумі Джюн'ічіро. Внаслідок цих приватизацій, технічно корпорації стали акціонерними компаніями, акції яких не було виставлено на продаж, бо уряд Японії мав контрольні частки акцій у компаніях-наступниках. Мережу швидкісних доріг було розділено між трьома компаніями за географічним принципом — East Nippon Expressway Company (E-NEXCO), Central Nippon Expressway Company (C-NEXCO), та West Nippon Expressway Company (W-NEXCO). Столична публічна корпорація швидкісних доріг передала свої повноваження Столичній компанії швидкісних доріг, водночас Ханшінська публічна корпорація швидкісних доріг передала їх Ханшінській компанії швидкісних доріг. Адміністрація мосту Хоншю-Шікоку стала Honshu-Shikoku Bridge Expressway Company; планується передати функції цієї компанії до W-NEXCO.

## Фінансування

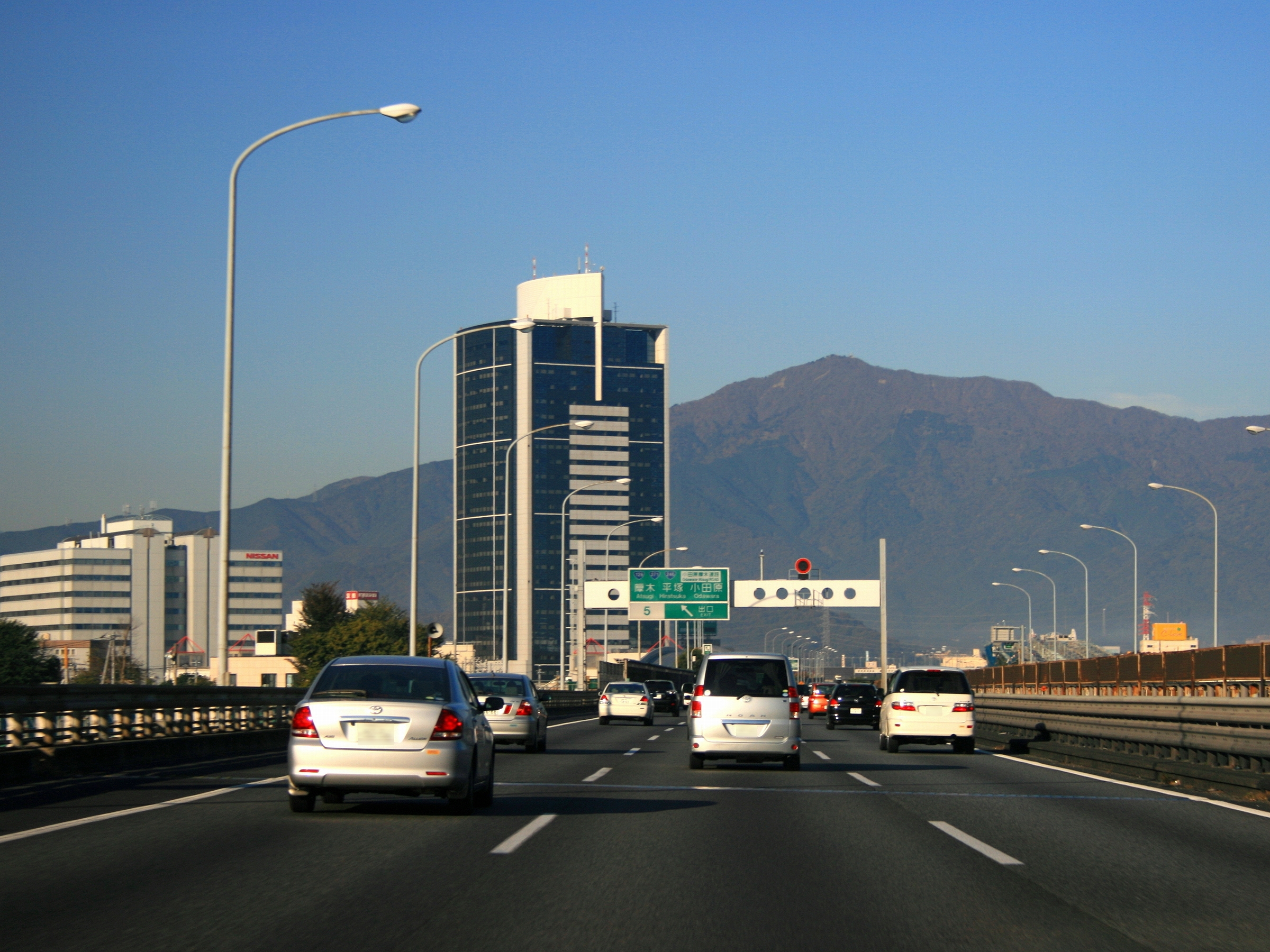
Швидкісна дорога Томей E1, біля Ацуґі

Розвиток системи швидкісних доріг Японії переважно фінансувався коштом боргів. Було задумано зробити швидкісні дороги безплатними, коли вони окупляться. Швидкісна дорога Мейшін та Томей повністю окупились у 1990. У 1972 році було вирішено, що плата за проїзд буде об'єднана з усіх швидкісних доріг, щоб забезпечити єдине джерело операційних коштів, бо деякі ділянки мало використовувалися. Сейсмостійкі методи будівництва збільшили витрати, а також значні шумозахисні екрани. У березні 2009 року тодішній прем'єр-міністр Асо Таро представив план зменшення оплати за проїзд до ¥1,000 у вихідні дні та національні свята. Також планувалось, що плата за проїзд у будні дні буде знижена приблизно на 30 відсотків. За даними Національної асоціації будівництва швидкісних автомагістралей, 4,41 мільйона автомобілів щодня їздять по швидкісних магістралях, проїжджаючи в середньому 43,7 кілометра.

## Міські швидкісні дороги
Міські швидкісні дороги (яп. 都市高速道路, Toshi Kōsokudōro) — міжміські швидкісні дороги, що є в багатьох міських агломераціях Японії. Через природу міських швидкісних доріг, що пролягають у щільній забудові, а також слабкі закони експропріації[уточнити] у Японії, міські швидкісні дороги спроєктовані з розрахунком на значно меншу швидкість порівняно з національними швидкісними дорогами, та будуються у вигляді віадуків або підземних тунелів вздовж вже наявних доріг.

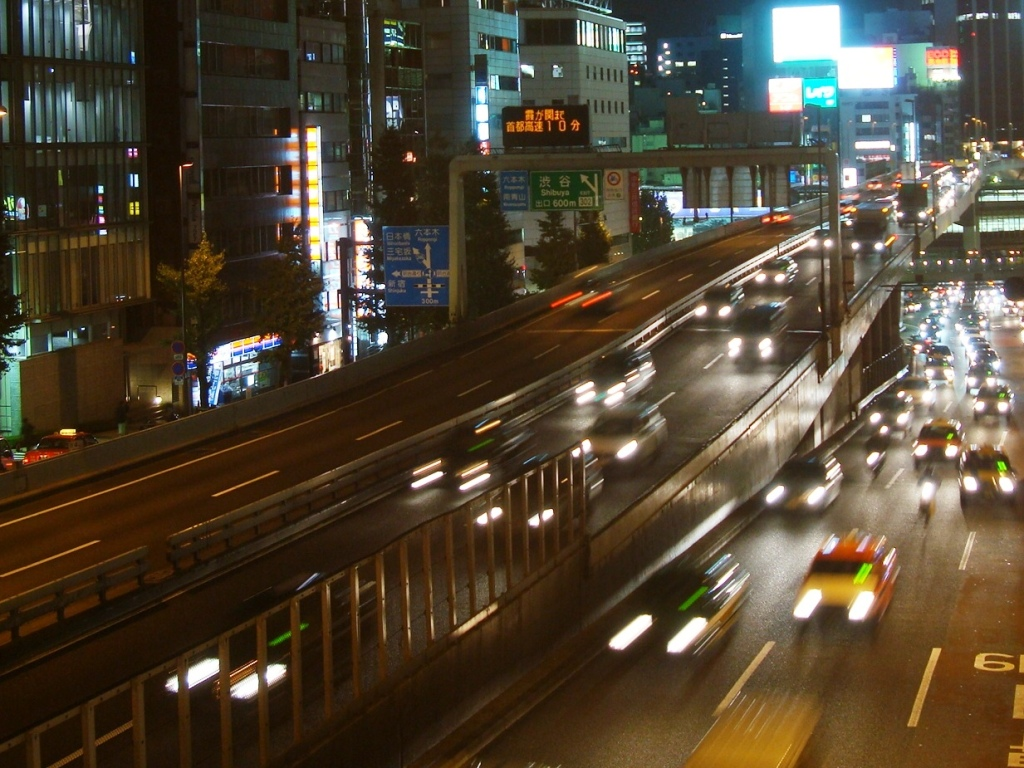
Швидкісна дорога Шюто у Токіо

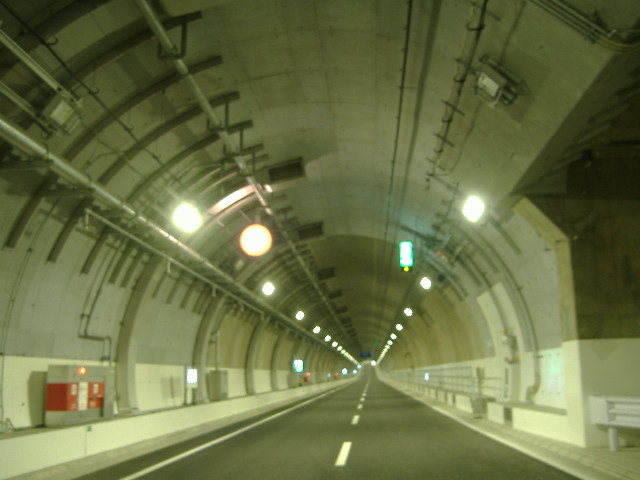
Тунель Ямате у Токіо — третій найдовший тунель у світі.

Дві найбільші міські мережі швидкісних доріг — швидкісна дорога Шюто в Токіо та швидкісна дорога Ханшін в Осаці. Є також менші мережі у Наґої, Хірошімі, Кітакюшю, Фукуоці. Кожна мережа адмініструється окремо (Швидкісні дороги Фукуоки та Кітакюшю підпорядковані одній компанії, але фізично вони не пов'язані).

## Безпека
У 2019 році було 163 смертельних випадки, 527 серйозних поранень та 11 702 малих поранень на всіх швидкісних дорогах країни, що менше, ніж у 2018.

## Інші

Цей знак позначає в'їзди на швидкісні дороги.

Всі дороги Японії, збудовані за стандартами швидкісних доріг (включно з національними та міськими швидкісними дорогами) відомі як дороги для автотранспорту (яп. 自動車専用道路, Jidōsha Senyō Dōro). Якщо дорога для автотранспорту не є національною або міською швидкісною дорогою, то вона належить до однієї з наступних категорій.
- Дорога національного значення для автотранспорту, паралельна[en][уточнити переклад] національним швидкісним дорогам (яп. 高速自動車国道に並行する一般国道自動車専用道路, Kōsoku Jidōsha Kokudō ni Heikōsuru Ippan Kokudō Jidōsha Senyō Dōro)
  - Дороги цієї категорії побудовані для полегшення майбутнього включення в головний маршрут національної швидкісної дороги. Наприклад, платна дорога Мічіноку, дорога Хіґаші-Міто, дорога Фуццу-Татеяма.
- Дорога національного значення для автотранспорту (яп. 一般国道の自動車専用道路, Ippan Kokudō no Jidōsha Senyō Dōro)
  - Дороги цієї категорії — це національні автомагістралі, побудовані відповідно до стандартів швидкісних доріг, визначених міністром землі, інфраструктури та транспорту. Наприклад, швидкісна дорога Кен-О, швидкісна дорога Токай-Канджьо.